# 채운

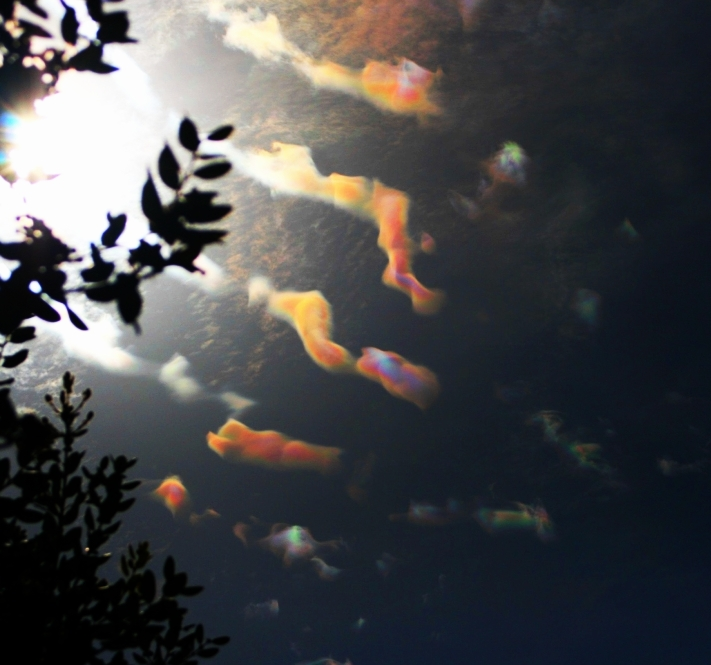

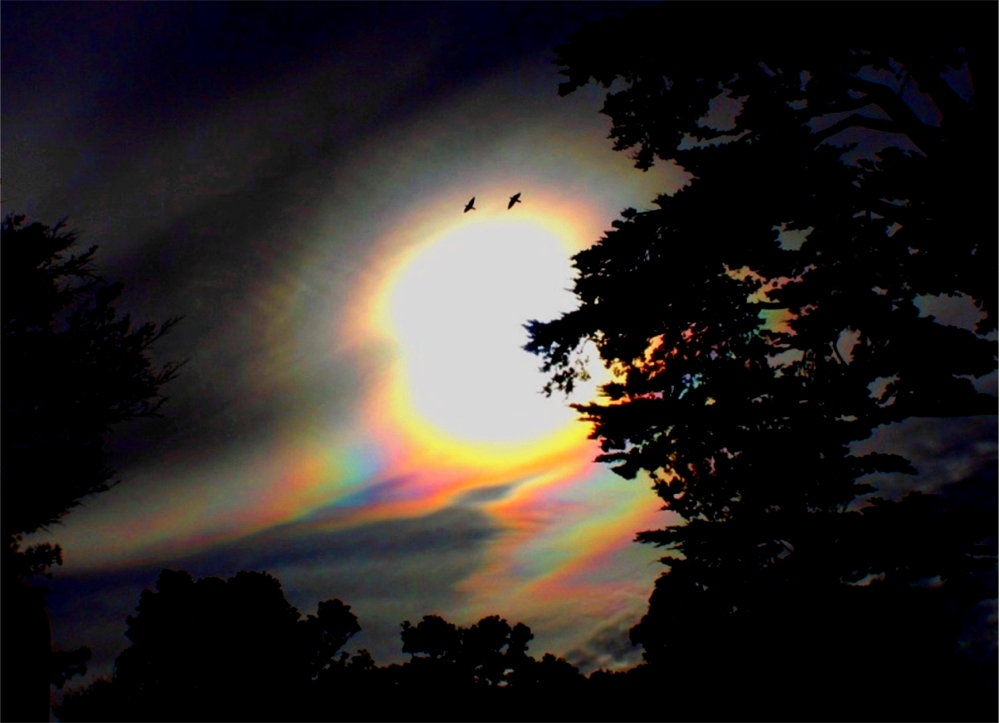

채운(彩雲, 영어: cloud iridescence, irisation)은 태양 부근을 지나는 구름이 무지개처럼 적색과 청녹색이 번갈아 색을 띤 것처럼 보이는 현상으로 권층운 · 권적운 · 고적운 등의 부분에서 물방울에 의한 태양광선의 회절에 의하여 발생한다.
구름입자의 크기, 분포상태 등에 따라 색채가 변하며 대부분 빙정으로 된 구름에서 볼 수 있다.
태양빛이 빙정에 굴절되어 나타나는 천정호와 수평호가 채운과 혼동되기도 한다.

## 같이 보기
- 무지개
- 무리